# PanAm Post
El PanAm Post es un sitio web de derecha conservadora libertaria que se especializa en noticias y opinión internacionales, así como temas en las Américas desde una perspectiva de libre mercado. Fue fundado en 2013 por el empresario Luis Henrique Ball. Su sede se encuentra en Miami, Florida.

## Historia
El PanAm Post se concibió con la idea de brindar una «cobertura diferente» sobre temas de América Latina para un público anglosajón. Entre 2016 y 2019, pasó a publicar la mayoría de su contenido en español, aunque hoy mantiene una parte menor de su cobertura en inglés.
En agosto de 2019, editor en jefe Orlando Avendaño, publicó una investigación que alegó que el político venezolano Henry Ramos Allup tenía vínculos con la boliburguesía y su red de corrupción con funcionarios del gobierno de Hugo Chávez a través de la compañía Helsinge, Inc. El medio ha también realizado trabajos de periodismo de investigación de corrupción en países como Cuba, Colombia y España.
El 31 de julio de 2020, Luis Henrique Ball anunció la venta del medio a nuevos dueños. Su entonces coeditor, Orlando Avendaño, afirmó que la venta se ejecutaba con la intención de aumentar la rentabilidad del periódico, que se había estancado a pesar de tener un alcance cada vez mayor.
En septiembre de 2020, tras la venta del medio, los coeditores en jefe Orlando Avendaño y Vanessa Vallejo publicaron cartas de renuncia de forma simultánea en Twitter. Sus renuncias fueron seguidas por la salida del periodista Emmanuel Rincón que fundó junto con Avendaño y Vallejo un nuevo medio digital bilingüe de derecha, El American.
Desde octubre de 2020, su editor en jefe es José Gregorio Martínez.

## Recepción
El portal favorece posturas conservadoras y gobiernos de derecha y mantiene una postura parcial en contra de la izquierda. Su fundador, Luis Henrique Ball, ha manifestado que el medio «se ha forjado la meta de combatir implacablemente al socialismo». Investigadores de la Universidad de Valencia (España) han señalado el PanAm Post como un «pseudo-medio» al lado de portales como Breitbart y Okdiario. Un pseudo-medio, especificaron, es una publicación cuyo estilo imita los medios tradicionales, pero infringe «[infringe] las normas más elementales, como la mezcla de datos y opinión, con una carga ideológica expresa». El PanAm Post también ha sido incluido entre los medios que difundieron desinformación y teorías conspirativas entre los votantes latinos de Estados Unidos, particularmente desde el verano de 2020, para perjudicar la candidatura de Joe Biden en las elecciones presidenciales de ese año.
Luego de publicar un reportaje sobre los posibles vínculos de corrupción entre Henry Ramos Allup y la empresa petrolera estatal PDVSA, el partido Acción Demócrata rechazó las acusaciones de forma tajante y acusó el medio de difamación. Su director general, Rubén Limas Tellez, aseveró que el reportaje del PanAm Post se trataba de una campaña de desprestigio apoyado por agentes del gobierno cubano. Respondiendo a las críticas que el PanAm Post favorecía a ciertos políticos venezolanos en su cobertura, su equipo de redacción publicó un editorial confirmando su preferencia ideológica por los políticos de oposición Diego Arria, Antonio Ledezma y María Corina Machado. Su coeditor en jefe, Orlando Avendaño, rechazó que la coincidencia del medio con las posturas de María Corina Machado tuviera que ver con la relación filial entre Machado y el dueño del PanAm Post, Luis Henrique Ball.
En 2020, el medio tuvo un promedio de tres millones de lectores mensuales y fue clasificado como uno de los medios de libre mercado más influyentes del mundo por el Think Tanks and Civil Societies Program de la Universidad de Pensilvania. El PanAm Post fue el único medio hispano que apareció en la lista, junto a otros medios como PragerU, Reason y el National Review.

## Controversia judicial
El 8 de noviembre de 2019, un juzgado de Bogotá falló a favor de una demanda del senador de las Fuerzas Armadas Revolucionarias de Colombia (FARC), Carlos Lozada, en contra del PanAm Post y su entonces coeditora en jefe, Vanessa Vallejo. El senador de las FARC presentó la demanda luego de que Vallejo publicara un artículo titulado «Los violadores que son “honorables” congresistas en Colombia». El juez ordenó a Vallejo retractarse; sin embargo, la defensa de Vallejo solicitó que se anulara el fallo y el juez admitió la solicitud. Finalmente, el 10 de marzo de 2020, el mismo juez declaró improcedente la demanda de Lozada. Seis días después, el PanAm Post publicó un artículo en el que señaló que la declaración de improcedente había sido «un pequeño triunfo de la libertad».

## Editores en jefe
- José Gregorio Martínez (2020–presente)
- Orlando Avendaño (2018–2020)
- Vanessa Vallejo (2017–2020)
- Daniel Raisbeck (2016–2018)
- Fergus Hodgson (2013–2016)